# Alberto Vallarino
Alberto Vallarino Clément (Panamá, 2 de abril de 1951) es un ingeniero industrial, empresario y político panameño.

## Biografía
Es hijo de Alberto Vallarino Céspedes y Marta Stella Clément Linares. Uno de sus bisabuelos, Enrique Linares, fungió como presidente en dos ocasiones y fue uno de los firmantes del Acta de Independencia de la República. Su otro bisabuelo, Carlos Clément, fue prócer de la Independencia por Provincia de Colón.
En el año 1968 obtuvo su diploma de bachiller en ciencias y letras en el Colegio La Salle y en 1973 se graduó de ingeniería industrial en Estados Unidos en la Universidad Cornell, en donde obtuvo además una maestría en administración de negocios en 1974.

### Vida empresarial
Inició su carrera en 1974 en el Citibank. Posteriormente laboró como gerente general y vicepresidente ejecutivo de Industria Nacional de Plásticos, S. A. (1975-1988) y Metalforma, S. A. (1979-1988) respectivamente. En 1988 fue nombrado vicepresidente ejecutivo del Banco del Istmo y sus subsidiarias. Ocupó el cargo de presidente ejecutivo de Grupo Banistmo durante 20 años, hasta su venta en el año 2007 al grupo HSBC. En 1999, fundó el Desarrollo Turístico Buenaventura.
Además, Vallarino fue miembro de la junta directiva de varias empresas, entre las que destacan Cable & Wireless Panamá S.A., Caja de Seguro Social de Panamá, Banco Nacional de Panamá y la Empresa de Transmisión Eléctrica S. A. (ETESA).
Fue designado como miembro de la Junta de Directores de la Autoridad del Canal de Panamá por un período de nueve años, desde el 19 de febrero de 2013.
Desde 2011, funge como presidente de Grupo Verdeazul.

### Trayectoria política
Fue subcoordinador general de la campaña presidencial del candidato panameñista Arnulfo Arias para las elecciones de 1984. En 1989 participó desde los gremios empresariales en la campaña de la Cruzada Civilista Nacional para pedir el fin del régimen militar.
Para las elecciones del 2 de mayo de 1999, Vallarino fue candidato presidencial por Acción Opositora, que surgió de la alianza entre cuatro organizaciones opositoras, incluyendo el Partido Demócrata Cristiano.
En el periodo 2009-2011, Alberto Vallarino fungió como ministro de Economía y Finanzas (MEF) en Panamá en el Gobierno del expresidente Ricardo Martinelli.
Durante su gestión como titular del Ministerio de Economía y Finanzas, Panamá logró en 2010 el otorgamiento de grado de inversión de tres calificadoras de riesgos en un lapso de tiempo de 90 días: en marzo del año 2010 Fitch Ratings mejoró la calificación de Panamá, permitiendo que por primera vez la nación lograra entrar a la categoría de grado de inversión; en mayo Standard & Poor's Ratings Services también elevó la calificación de Panamá a grado de inversión, debido a las perspectivas de déficit moderado y las expectativas de crecimiento económico del país; mientras que en junio Moody′s motorgó el grado de inversión a Panamá, debido a la «mejora significativa» en las políticas fiscales del país y el fuerte crecimiento económico.
Asimismo, durante el periodo de Alberto Vallarino como ministro, Panamá logró ser excluida de la lista de paraísos fiscales de la Organización para la Cooperación y el Desarrollo Económicos (OCDE) en julio de 2011, además de ser removida de «la lista de países que tenía identificada a Panamá como paraíso fiscal no cooperador, como lo es el caso de México, Francia, Italia y otros», según palabras del entonces titular del Ministerio de Economía y Finanzas.
Desde el 1 de julio de 2024 es el principal asesor financiero del presidente José Raúl Mulino.

## Labor filantrópica
Alberto Vallarino fungió como presidente de la Unión de Trabajo Industrial de Panamá (1981-1982), de la Asociación de Industriales Latinoamericanos (1982) y de la Asociación de Exportadores Panameños (1983); además de ser fundador y miembro vitalicio del Instituto de Competitividad Infantil de COSPAE; representante de la Fundación para el Desarrollo Económico y Social de Panamá (Fudespa) y del National Centre of Competitiveness; y presidente de la Fundación Por Un Mejor Panamá.
Constituyó la Fundación Vallarino Clément, con la finalidad de promover programas y proyectos ligados a la educación, la economía y la cultura.
Mientras formó parte de Banistmo, Vallarino estableció y dirigió Valores del Istmo, el brazo de Responsabilidad Social Corporativa del banco. Luego, llevó esa misma filosofía a Grupo Verdeazul, S.A. en 2007, a través de la Fundación Por Un Mejor Panamá.